# Schloss Breivelde

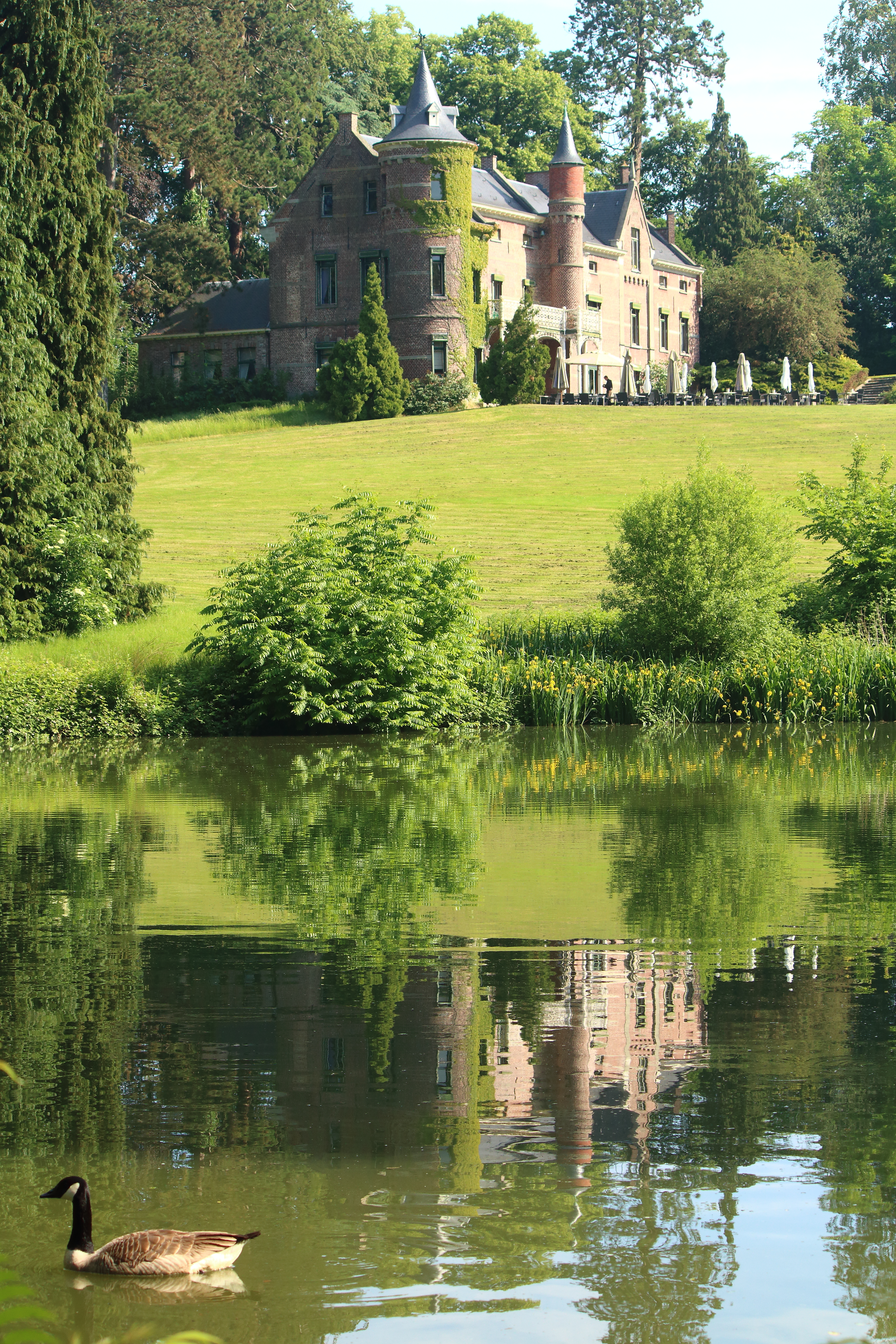
Schloss Breivelde

Schloss Breivelde (niederländisch: Kasteel (van) Breivelde) ist ein Schloss in Grotenberge, Zottegem, in Belgien. Das Schloss Breivelde wurde 1904 vom Besitzer Philippe Plancqaert van Exen van Beauvechain im Renaissancestil erbaut und ersetzte ein 1871 vom früheren Besitzer August De Rouck errichtetes Herrenhaus. Es ist von einem öffentlichen englischen Landschaftsgarten mit Teichen, Wasserfällen und exotischen Bäumen umgeben. Die nachgeahmte Flussbiegung (entstanden um 1852) spiegelt die Burg in ihren Gewässern wider. Seit 1971 ist die Domäne für die Öffentlichkeit zugänglich. Das Schloss wurde mehrfach restauriert. Nach 2021 begann eine neue Restaurierungsphase. Seit 1982 ist es eine denkmalgeschützte Landschaft.